# Shelton Joseph Fabre
Shelton Joseph Fabre (New Roads, 25 de outubro de 1963) é um prelado americano da Igreja Católica Romana, arcebispo de Louisville desde 2022. Ele foi bispo de Houma-Thibodaux de 2013 a 2022 e bispo auxiliar de Nova Orleans de 2006 a 2013.

## Educação
Fabre nasceu em New Roads, em 25 de outubro de 1963. Frequentou escolas primárias e secundárias em New Roads, graduando-se em 1981 como orador oficial da Escola Secundária Católica de Pointe Coupée. Ele então ingressou no Saint Joseph Seminary College em St. Benedict, Louisiana, graduando-se como Bacharel em História em 1985.
Fabre então continuou sua formação no American College of Louvain em Leuven, Bélgica, enquanto estudava na Universidade Católica de Leuven (KU Leuven), obtendo um Bacharelado em Estudos Religiosos em 1987 e um Mestrado em Estudos Religiosos em 1989. Ele foi ordenado diácono em 10 de dezembro de 1988 pelo arcebispo Peter Leo Gerety, na Igreja Saint Jan-de-Doper da universidade. 

## Sacerdócio
Fabre foi ordenado sacerdote em 5 de agosto de 1989 por Stanley Ott para a Diocese de Baton Rouge na Catedral de São José em Baton Rouge.
Serviu como pároco assistente das paróquias de St. Alphonsus Liguori em Greenwell Springs (1989 a 1992), St. George em Baton Rouge (1992 a 1994), St. Isidore the Farmer em Baker (1994 a 1995) e St. Joseph Paróquia Catedral (1995 a 1996). Ele serviu como pároco na Paróquia São José em Grosse Tete e na Paróquia Imaculado Coração de Maria em Maringouin. Em 2004, Fabre tornou-se pároco da Paróquia Sagrado Coração de Jesus em Baton Rouge.
Os cargos diocesanos de Fabre durante este período foram como capelão na Penitenciária Estadual da Louisiana em Angola em 1994, Diretor do Escritório de Católicos Negros (1990-2005) e Defensor do Vínculo do Tribunal Matrimonial (1994 a 2007). Foi eleito para servir no Conselho de Pessoal do Clero diocesano e serviu como presidente do Comitê de Planejamento Pastoral da diocese. Ele em vários momentos assumiu os papéis de capelão da Academia de São José, Reitor do Decanato do Noroeste, membro do Colégio de Consultores, do Conselho Presbiteral e do Conselho Escolar Diocesano.

## Carreira episcopal

### Bispo auxiliar de Nova Orleans
Em 13 de dezembro de 2006, Fabre foi nomeado bispo titular de Pudentiana e bispo auxiliar de Nova Orleans pelo Papa Bento XVI.  Ele foi consagrado pelo Bispo Alfred Hughes em 28 de fevereiro de 2007 em Nova Orleans, na Basílica Catedral de São Luís, Rei da França. Como bispo auxiliar, foi Vigário Geral e Moderador da Cúria. Ele também se tornou pároco da Paróquia Nossa Senhora do Rosário em Nova Orleans. 
Em outubro de 2009, Fabre reuniu-se com cada um dos queixosos em um processo contra a arquidiocese que havia sido recentemente liquidado em US$ 5 milhões. Os queixosos foram espancados e abusados nas décadas de 1950 e 1960 por freiras, padres e outros funcionários em Home Haven e Madonna Manor, dois lares católicos para jovens problemáticos. Fabre realizou as reuniões para se desculpar pelo tratamento 

### Bispo de Houma-Thibodaux
Em 23 de setembro de 2013, o Papa Francisco nomeou Fabre bispo de Houma-Thibodaux. Foi instalado na Catedral de São Francisco de Sales em 30 de outubro de 2013. 

Em 11 de janeiro de 2019, Fabre divulgou uma lista de 14 padres com acusações críveis de abuso sexual contra menores. A lista remontava a 1977, quando foi fundada a diocese. Bispo Fabre acrescentou esta declaração: 
"Deixe-me ser claro: o abuso de uma criança por qualquer pessoa é pecaminoso, abominável e mau, especialmente quando perpetrado por alguém investido da sagrada confiança dos filhos de Deus. Além disso, qualquer tentativa de encobrir esses pecados é ainda mais perturbador. Peço desculpas a todos que foram prejudicados. É com profundo respeito e profunda reverência que humildemente estendo este pedido de desculpas." 

### Arcebispo de Louisville
Em 8 de fevereiro de 2022, o Papa Francisco nomeou Fabre arcebispo de Louisville.  Foi instalado em 30 de março de 2022. 
Em 27 de junho de 2023 foi nomeado administrador apostólico de Knoxville.

### Conferência dos Bispos Católicos dos Estados Unidos
Em 4 de maio de 2018, o Cardeal Daniel DiNardo, presidente da Conferência dos Bispos Católicos dos Estados Unidos, anunciou que Fabre sucederia ao Bispo George Murry como Presidente do Comitê Ad-Hoc contra o Racismo. Em 6 de novembro de 2018, Fabre lançou "Open Wide our Hearts: The Enduring Call to Love", uma carta pastoral abordando questões de racismo nos Estados Unidos e a resposta católica.
Após o Assassinato de George Floyd em 2020, Fabre e outros bispos católicos emitiram uma declaração sobre a morte de Floyd e os protestos resultantes. A declaração tem uma ênfase especial na Solenidade de Pentecostes:
... orar e trabalhar para um novo derramamento do Espírito Santo. Oremos por um desejo sobrenatural de nos livrarmos do mal que o preconceito e o preconceito causam. Conclamamos os católicos a orarem ao Espírito Santo para que o Espírito da Verdade toque os corações de todos nos Estados Unidos e desça sobre nossos sistemas de justiça criminal e aplicação da lei. Finalmente, que cada católico, independentemente de sua etnia, implore a Deus para curar nossa visão profundamente quebrada um do outro, bem como nossa sociedade profundamente quebrada.